# Raimundo José da Cunha Matos
Raimundo José da Cunha Matos (Faro, 2 de novembro de 1776 — Rio de Janeiro, 23 de fevereiro de 1839) foi um militar, marechal de campo, vogal do Conselho Supremo Militar e de Justiça e historiador luso-brasileiro.

## Biografia
Filho de Alexandre Manuel da Cunha Matos e de sua mulher Isabel Teodora Cecília de Oliveira de Fontes, casou-se com sua prima Maria Venância de Fontes Pereira de Melo.
Sentou praça em 1790, no regimento de artilharia do Algarve, em que seu pai era furriel. Combateu na Catalunha e Roussillon. Passou para a marinha em 1796, onde continuou seus estudos de artilharia.
Em 1797 foi nomeado comandante da guarnição de São Sebastião, na Ilha de São Tomé. Exerceu a função até 4 de agosto de 1799, quando assumiu o exercício de primeiro tenente a que fora promovido. Em 1805 passou a ajudante de ordens do governador e em 1811, quando já era major, foi nomeado provedor da fazenda e feitor da alfândega.
Em 1814, como major, foi em licença para o Rio de Janeiro, onde obteve a nomeação de tenente-coronel, retornando as ilhas como governador. De volta ao Rio, foi deslocado à Pernambuco, onde fez parte da expedição comandada por Luís do Rego Barreto, combatendo a Revolução Pernambucana em 1817.
Em 1818 foi encarregado de organizar a primeira brigada miliciana, pelo general Luís do Rego, assim como a organização das baterias de defesa da costa, encarregando-se na instrução aos recrutas e na distribuição deles pelos corpos. Logo foi nomeado comandante geral da artilharia de Pernambuco.
Retornou ao Rio, onde em 1819 foi nomeado vice-inspetor do arsenal. Em 1823 foi nomeado comandante de armas de Goiás, donde regressou em 1826 como deputado e foi promovido a brigadeiro. Passou pelo Rio Grande do Sul, como recrutador, nomeado pelo Marquês de Barbacena.
Inspetor do arsenal do Exército em 1831, foi a Europa de licença, onde no Porto foi testemunha do Cerco do Porto, a respeito do qual escreveu um livro que editou no Brasil, episódio da Guerra Civil Portuguesa. Retornou ao Brasil, antes do final do cerco, em 1833, para assumir o cargo de diretor da Academia Militar.
Sua obra considerada principal é a Corografia Histórica da Província de Minas Gerais (1837), um repositório de informações sofre a referida província, sendo considerado um dos mais completos e ainda hoje não superados estudos a respeito do assunto, fonte indispensável para todos aqueles que pretendem investigar a história de Minas Gerais.
Propôs, em 1838, junto com o cônego Januário da Cunha Barbosa a fundação do Instituto Histórico e Geográfico Brasileiro, numa assembleia composta por vinte e sete membros fundadores.
Foi agraciado oficial da Imperial Ordem do Cruzeiro e comendador da Imperial Ordem de Avis.

### Falecimento
Veio a falecer após um mês de padecimentos e quinze dias de medicação, em que julgava ser seu mal uma hematêmese em decorrência de uma úlcera no estômago, às 16h30 de sábado, 23, e foi sepultado no domingo à tarde, 24, na Igreja de São Francisco de Paula, conforme noticiou o Jornal do Commercio na edição de 25 de fevereiro, em post-scriptum situado à página 4.
Três dias antes de morrer, porém, solicitou a uma junta médica que fosse realizada a autópsia de seu cadáver. Os doutores Marcos da Silva Penha Lima e Joaquim Fernandes Milício identificaram uma lesão no piloro e alterações no fígado, que resultaram num prognóstico fatal. A autópsia foi realizada na manhã do dia seguinte e o resultado saiu na edição do Diário do Rio de Janeiro, em 1 de março, com ressalva no Jornal do Commercio, de 7 de março de 1839.

## Obras
- Corografia Histórica da Província de Minas Gerais, 1837.
- Carta histórico-política militar, 1822
- Corografia histórica das Ilhas de São Tomé, Príncipe, Ano Bom e Fernando
- Ensaio histórico-político sobre a origem
- Itinerário do Rio de Janeiro ao Pará e Maranhão pelas províncias de Minas Gerais e Goiás
- Memória da campanha do sr. D. Pedro de Alcântara, ex-imperador do Brasil, no reino de Portugal
- Repertório da legislação militar, atualmente em vigor no exército e armada do Brasil

## Fonte de referência
- LOPES, João Batista da Silva, 1841, Corografia ou Memoria econômica, estadistica e topografica do Reino do Algarve, Tipografia da Real Academia de Ciências de Lisboa